# Mayna
Mayna là chi thực vật có hoa trong họ Achariaceae.

## Loài
- Mayna grandifolia (H. Karst.) Warb.
- Mayna hystricina (Gleason) Sleumer
- Mayna odorata Aubl.
- Mayna parvifolia (J.F. Macbr.) Sleumer
- Mayna pubescens (Triana & H. Karst.) Warb.
- Mayna suaveolens (Triana & H. Karst.) Warb.